# Meyer Werft
Meyer Werft GmbH  es uno de los principales astilleros alemanes, con sede en Papenburg, junto al río Ems. Meyer Werft, fundada en 1795 y que comenzó con pequeños barcos de madera, hoy construye barcos de pasajeros de lujo. En el astillero se construyeron 700 barcos de diferentes tipos. Su Dockhalle 2 es la tercera nave de construcción naval más grande y el edificio con el quinto mayor volumen utilizable del mundo a partir de 2022.
Meyer Werft pertenece y está gestionado por la familia Meyer desde hace siete generaciones. Desde 1997 forma parte del grupo Meyer Neptun, junto con Neptun Werft en Rostock. En 2014, la compañía incorporó al grupo el astillero Turku en Finlandia.
El astillero es parte en la Ruta Europea del Patrimonio Industrial.
En 2024 se inyectó dinero público para evitar la quiebra y la República Federal de Alemania y Baja Sajonia se hará cargo del 80-90 por ciento del astillero.
La compañía construye secciones de plataformas convertidoras desde 2024.